# Бомет (округ)
Бомет — административный округ в бывшей кенийской провинции Рифт-Валли. Его столица и наибольший город — Бомет. Население округа — 875 689 человек. Площадь округа — 1630 квадратных километров.
Основой местной экономики является сельское хозяйство. Основными культурами являются кукурузу, бобы, просо, картофель обычный и сладкий, бананы и различные овощи. Эти культуры выращиваются в основном для пропитания, продаются лишь излишки. С другой стороны, основные товарные культуры включают сахарный тростник, хлопок, пальмовое масло, кофе, подсолнечник и табак. Также развито животноводство: крупный рогатый скот, овцы, козы, ослы, свиньи, а также пчёлы и домашняя птица.